# Nivea
Nivea er et varemærke for hudplejeprodukter, der ejes af det tyske selskab Beiersdorf AG. Det oprindelige selskab blev grundlagt den 28. marts 1892 af apotekeren Carl Paul Beiersdorf. I 1900 udviklede selskabets nye ejer Oscar Troplowitz en emulsion af vand-i-olie som en hudcreme. Produktet var den første stabile emulsion af sin art. Produktet blev grundlaget for Eucerin, og senere produktet Nivea. Navnet Nivea er taget fra det latinske ord niveus/nivea/niveum, der betyder 'sne-hvid'. I 1924 begyndte virksomheden af sælge produktet i en blå tindåse med hvidt logo.
Op igennem 1930'erne producerede Beiersdorf flere forskellige produkter (barberskum, shampoo m.v.) under mærket. Efter 2. verdenskrig blev varemærket Nivea som mange andre varemærker konfiskeret i en række lande af De allierede. Beiersdorf gik efterfølgende i gang med at tilbagekøbe mærket, og havde i 1997 opnået ejerskab til mærket i alle berørte lande.

## Eksterne links
- Wikimedia Commons har flere filer relateret til Nivea
- Officielt website
- Nivea på Beiersdorfs hjemmeside Arkiveret 14. oktober 2007 hos  Wayback Machine
- Nivea's historie Arkiveret 14. juni 2011 hos  Wayback Machine (engelsk)